# 95 a.C.
Il 95 a.C. (XCV a.C. in numeri romani) è un anno  del I secolo a.C.

## Eventi
- Seleuco VI viene ucciso durante una sommossa popolare nella sua capitale Mopsuestia

## Nati
- Marco Porcio Catone Uticense, politico, militare e scrittore romano († 46 a.C.)

## Morti
- Seleuco VI, sovrano